# 河北医科大学

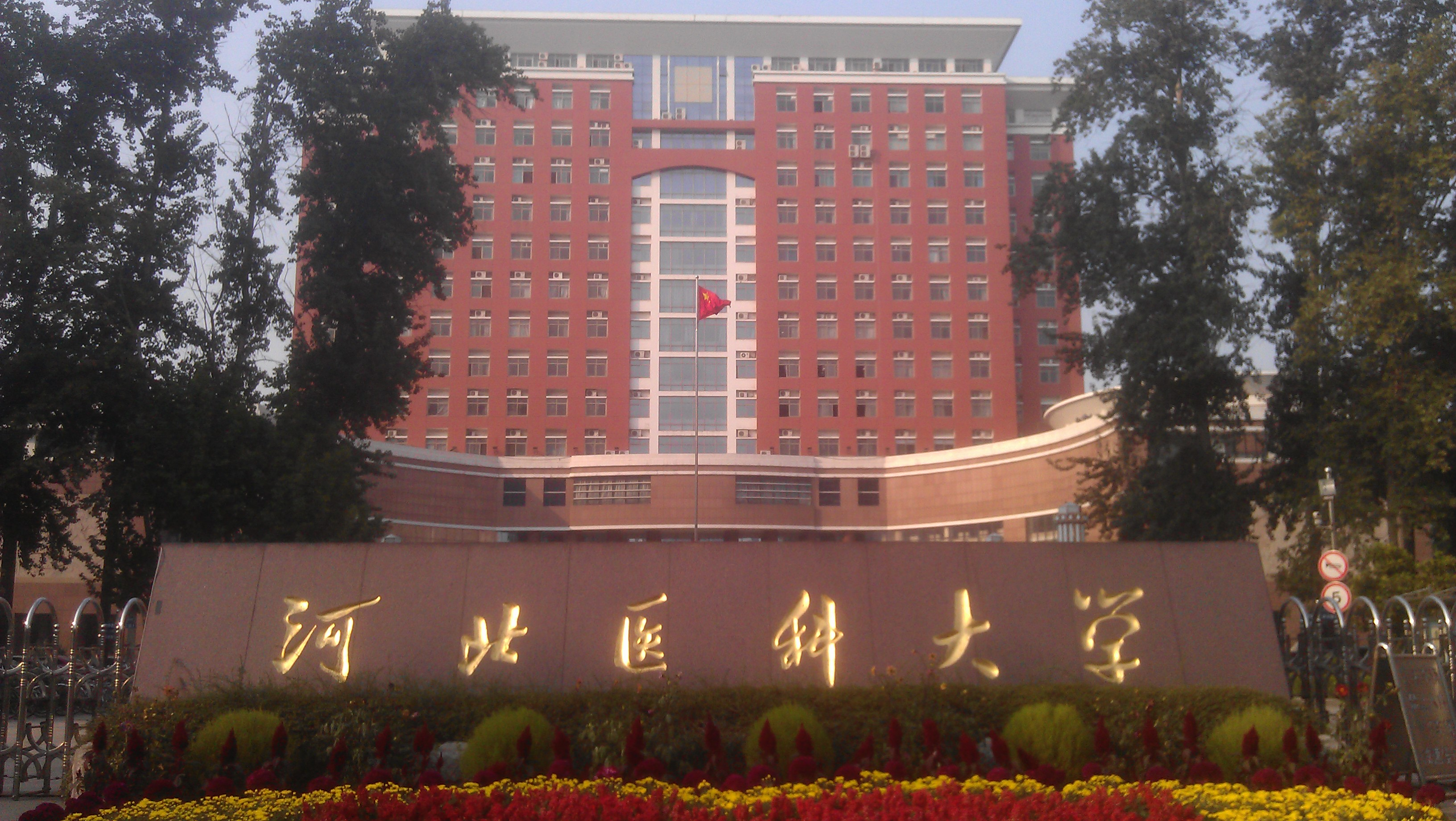
河北医科大学

河北医科大学是中华人民共和国河北省石家庄市的一所包括西医、中医、药学等学科专业的综合性医科大学，1995年5月由原河北医学院、河北中医学院、石家庄医学高等专科学校合并组建。其中原河北医学院建校最早，前身为1894年创建的北洋医学堂。学校直属附属医院有河北医科大学第一医院、河北医科大学第二医院、河北医科大学第三医院、河北医科大学第四医院、河北医科大学口腔医院。

## 学校历史
- 1881年，李鸿章接受基督教伦敦会 马根济 建议在天津创立“天津西医医学馆”〔Viceroy's Hospital Medical School〕
- 1894年，李鸿章授意天津海关使用本地官商捐款创办了中国第一所自主创办的西医医院“天津储药施医总医院”，天津西医医学馆同时并入该院，成为天津储药施医总医院附设西医学堂。
- 1894年6月26日，李鸿章拟《医院创立学堂折》奏请设立，于本年校舍落成，正式招生开学。校址在天津法租界海大道（Rue de Takou）（今大沽北路），现址为天津市口腔医院
- 1902年，更名为“北洋海军医学堂”，又称“北洋海军医院学校”
- 1913年，改名为“直隶公立医学专门学校”
- 1915年9月，迁至保定。天津原校址归中华民国海军部管辖，并改名为“海军军医学校”
- 1921年，并入当时位于保定的省立河北大学，即直隶农业学堂（与今河北大学无关）
- 1932年，省立河北大学停办，原医学专门学校部分改称河北省立医学院。
- 1937年，抗日战争爆发后停办，共停办9年。
- 1947年，迁回天津，1949年改名为河北医学院。
- 1952年，复迁至保定。
- 1958年，迁至石家庄。
- 1970年，与迁至石家庄的天津中医学院合并，改称河北新医大学。
- 1979年8月，组建河北中医学院，河北新医大学恢复河北医学院名称。
- 1995年5月，河北医学院和河北中医学院、石家庄医学高等专科学校（1949年成立鞍山卫生学校，后更名为鞍钢卫生学校、华山冶金医学专科学校，1988年迁至石家庄，改为石家庄医学高等专科学校）合并，成立河北医科大学。
- 2009年11月10日，河北省政府、省教育厅决定石家庄卫校并入河北医科大学，改建为河北医科大学西山校区。
- 2013年4月18日，经教育部批准，河北中医学院恢复独立建制，河北医科大学中医学院（西校区）和河北医科大学西山校区脱离河北医科大学，原河北医科大学西校区（中医学院原址）改称河北中医学院橘泉校区，原河北医科大学西山校区（石家庄卫校原址）改称河北中医学院杏苑校区。严格意义上的河北医科大学主体校区仅剩目前的校本部（石家庄市中山东路361号）。另加东校区（石家庄市建华南大街309号，独立学院河北医科大学临床学院所在校区）仍可算广义上的河北医科大学校区。

## 现状
现有学生11860人，接受港、澳、台和外国留学生。包括16个学院。